# Catasetum reichenbachianum
Catasetum reichenbachianum är en orkidéart som beskrevs av Rudolf Mansfeld. Catasetum reichenbachianum ingår i släktet Catasetum och familjen orkidéer. Inga underarter finns listade i Catalogue of Life.